# 錫爾湖
47°07′N 8°47′E / 47.117°N 8.783°E

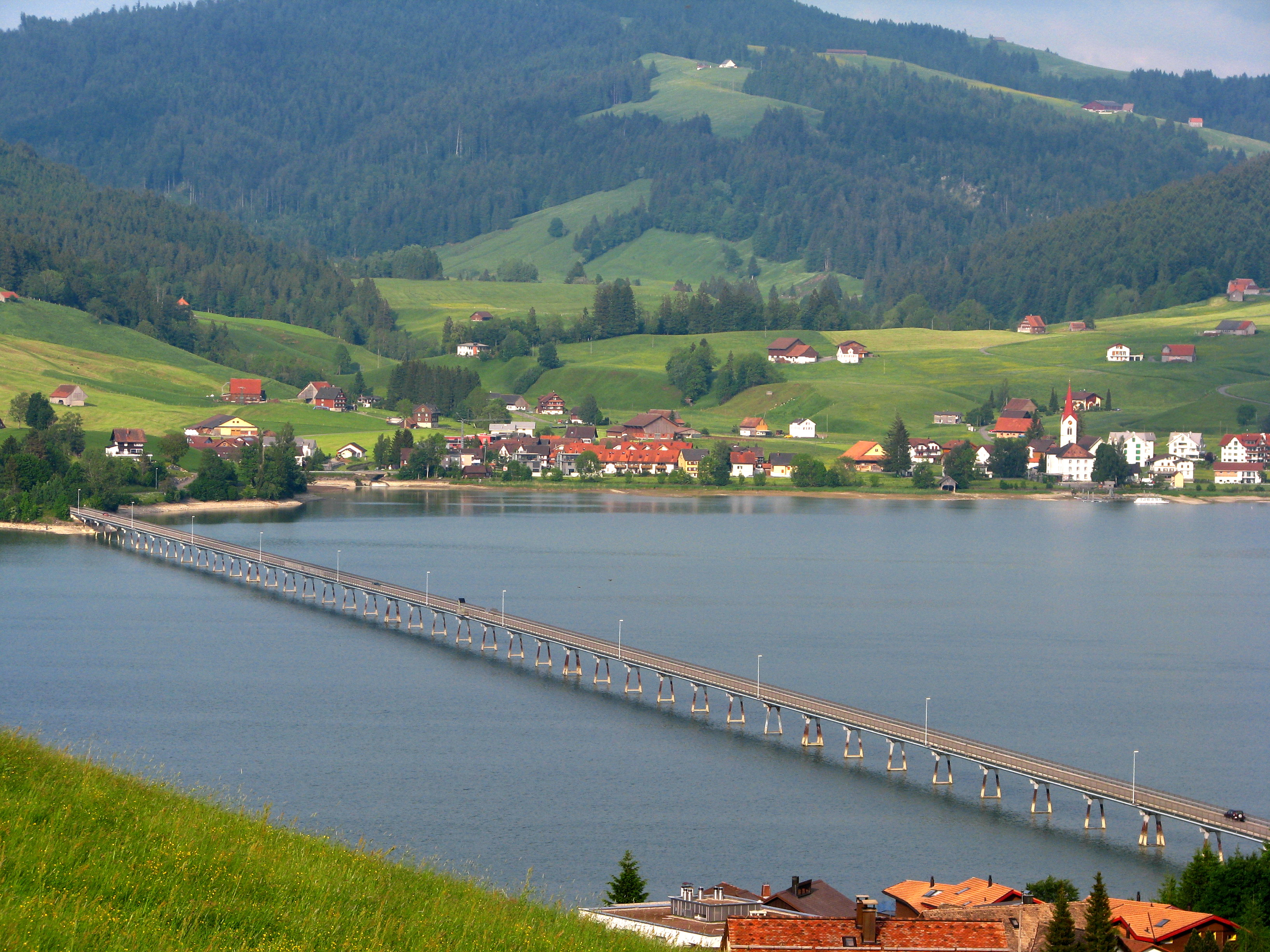

錫爾湖是瑞士的人工水庫，位於該國中部施維茨州，長8.5公里、寬2.5公里，面積11.3平方公里，集水區面積156平方公里，海拔高度889米，最大水深17米，蓄水量9,600萬立方米。

## 外部連結
- www.sihlsee.ch.vu - Informations about the Sihlsee